# ایالت چهرنگاشتی
ایالت چهرنگاشتی (انگلیسی: Physiographic province) ناحیه‌ای است که در آن همهٔ بخش‌ها ازنظر ساختار زمین‌شناختی و اقلیم شبیه به هم هستند و تاریخچهٔ زمین‌ریختی (geomorphic) یکسانی دارند.